# Alfredo Canteli
Alfredo Canteli Fernández (Santianes (Teverga), 12 de agosto de 1946) es un político español, alcalde de Oviedo desde el 15 de junio de 2019.

## Biografía
Nacido en la aldea tevergana de Prado, en la parroquia de Santianes. Con once años se trasladó a Valladolid para estudiar Bachillerato. A los diecisiete años regresó a Oviedo y se matriculó en la Escuela de Minas de Oviedo, pero no terminó la carrera, por lo que no tiene estudios superiores. Trabajó en banca, llegando a ser director regional de Banesto en Asturias. En la actualidad, está jubilado.
Fue presidente del Centro Asturiano de Oviedo durante más de diecinueve años (desde 1999 hasta 2019), cargo que abandonó para centrarse en su actividad política.

## Vida política
Canteli fue designado cabeza de lista del Partido Popular al Ayuntamiento de Oviedo para las elecciones municipales de 2019. Su lista fue la más votada, obtuvo nueve concejales de 27 y logró ser investido alcalde el 15 de junio de 2019 con el apoyo de los cinco concejales de Ciudadanos (liderados por el que sería su teniente de alcalde: Ignacio Cuesta) y las dos abstenciones de los dos concejales de Vox. Sucedió a Wenceslao López en la alcaldía.
Volvió a ser el candidato del Partido Popular a la alcaldía de Oviedo en las elecciones municipales de mayo de 2023. En dichos comicios Canteli conseguiría el 42,5% de los votos y el PP pasaría de 9 a 14 concejales de un total de 27, logrando así la mayoría absoluta durante la Corporación 2023-2027.

### Actuaciones en sus mandatos
En materia urbanística, el Ayuntamiento esta pensando en construir un recinto ferial en La Florida. La mayor actuación del periodo fue la reforma de la plaza de la Cruz Roja, que dio lugar a la denominada plaza de "La Faba", y la reforma del bulevar de San Julián de los Prados, entrada autovizada de Oviedo. Dicha reforma incluyó la construcción de una pasarela peatonal atirantada con un gran mástil (apodada "El Arpa"). En esa misma zona se reformó el palacio de los Deportes de Oviedo y se desarrolló una actuación urbanística sobre la Fábrica de armas de La Vega, la cual gozó de amplio consenso político pero de cierta oposición ciudadana. El Ayuntamiento también se ha comprometido a cambiar el Plan General de Ordenación Urbana, que data de 2006, y a instaurar una  zona de bajas emisiones.

## Polémicas

### Cena del desarme en Madrid
Durante su primer año cómo alcalde de Oviedo, Canteli acudió a Madrid con motivo de la presentación de las Jornadas del Desarme, una tradicional fiesta de Oviedo. 
Sin embargo, varios meses después se descubrió que el alcalde había viajado acompañado de su mujer y sus hijos, y que el alcalde había pasado facturas al Ayuntamiento. También había pasado al Ayuntamiento el gasto de la noches de hotel de su mujer, así como los gastos derivados de desplazarse en coche, tanto él cómo ella, hasta Madrid. Estas facturas incluían varias comidas en áreas de servicio. 
Además, el PSOE denunció que dos policías locales se desplazaron hasta Madrid para recoger el alcalde, por encontrarse este indispuesto después de la cena. Por otro lado, Somos Oviedo (marca local de Podemos en Oviedo), denunció que el alcalde también había viajado con su mujer a una reunión del patronato de la Fundación Princesa de Asturias en Madrid, pasando las facturas al consistorio.
Sin embargo, Canteli no se mostró arrepentido de sus acciones, llegando a decir que "Si viajo y [mi mujer] viene conmigo, lo pagará el Ayuntamiento". Posteriormente lo retiró y dijo que sería él, y no el consistorio, quien costearía los costes de su mujer.

### Declaraciones públicas
En 2021, la tertulia feminista Les Comadres le otorgó a Canteli el «premiu Babayu» por sus «babayaes sexistas y misóginas», como cuando afirmó que Marta Sánchez «cantaría para los paisanos ovetenses» o que «cuando el comercio abre siempre hay consumo, además si vas con la mujer todavía más».
Ese mismo año la asociación XEGA le otorgó el antipremio «Ladrillo Rosa» por «la ausencia de políticas sociales» en su mandato y por eliminar «un símbolo de apertura y de diversidad como eran los bancos multicolores de la plaza de la Escandalera». Remarcaron también la manera en que el regidor parece querer «castigar las políticas sociales» e «ir en contra de la diversidad».

### Eliminar bancos LGTBI en la Plaza de la Escandalera
En enero de 2020, la corporación decidió la retirada de los bancos pintados con la bandera LGTB de la céntrica plaza de la Escandalera, con el argumento de remodelar la plaza e instalar otros «más ergonómicos». Tras la retirada, los bancos se repintaron y se ubicaron en otros barrios. La actuación fue criticada por diversos colectivos y organizaciones en pro de los derechos del colectivo LGTB.

### Reestructuración de San Mateo, las fiestas de Oviedo
Durante su primer mandato, en materia de festejos se efectúan distintos cambios en las festividades locales: San Mateo. En 2019 se trasladaron los conciertos a La Losa, sobre la estación de ferrocarril. Posteriormente el TSJPA prohibió al Ayuntamiento de Oviedo hacer conciertos en La Losa. En esa misma edición, Alfredo Canteli y la concejala de Festejos del Ayuntamiento de Oviedo Covadonga Díaz decidieron cancelar todos los conciertos programados para las fiestas locales de San Mateo 2019 perfilados por el anterior equipo de Gobierno. Se vieron afectados más de 20 grupos musicales, incluyendo artistas como Rozalen, Luz Casal, Álvaro Soler o Rodrigo Cuevas.
Además, la localización de los eventos cambió de ubicación, pasando de la plaza de la Catedral a La Losa, sobre la estación de ferrocarril. Esto es posterior a quejas por parte del Arzobispo de Oviedo sobre la escasa idoneidad ambiental del escenario. La nueva ubicación provocó quejas de formaciones políticas alegando problemas de seguridad en el evento.
En septiembre de 2020 debido a la pandemia de COVID-19, solo se celebraron conciertos, pero de pago en el Auditorio Príncipe Felipe
En 2021 Canteli se opone expresamente a Los Chiringuitos, puestos de hostelería gestionados por asociaciones vecinales y políticas durante las fiestas de la ciudad desde 1983. Se creó un nuevo modelo de casetas gestionadas por la hostelería, en su mayoría miembros de la patronal hostelera de Asturias OTEA y dejando solo cuatro casetas para las asociaciones en la Plaza de la Catedral. Se recogieron 9000 firmas en contra de estas decisiones. La edición de San Mateo 2022 se consideró un fracaso por parte de la oposición, liderada por Somos Oviedo. Canteli calificó de éxito las fiestas.

### Cambio de nombres de las calles
El Ayuntamiento deshizo en 2021 el cambio hecho en 2016 en nombres de calles que incumplían la Ley de Memoria Histórica. Actuó basándose en una sentencia judicial impulsada por una asociación falangista y el propio Partido Popular. Después de que la Junta General del Principado aprobara la Ley de Memoria Histórica, el Tribunal Superior de Justicia de Asturias obligó a la eliminación del callejero franquista. En 2023 sucedió este cambio, aunque no se recuperan los nombres asignados en 2016, sino que se otorgan otros.

### Disputa con el rector de la Universidad de Oviedo
El Ayuntamiento de Oviedo tuvo un fuerte desencuentro institucional con la Universidad de Oviedo por el traslado de la Escuela de Ingeniera de Minas desde Oviedo hasta la Escuela Politécnica de Mieres. Este desencuentro se ejemplificó con una serie de duras declaraciones de Canteli contra el rector Ignacio Villaverde.

### Antigua Fábrica de Armas de La Vega
Alfredo Canteli siempre se ha mostrado a favor del acuerdo entre Ayuntamiento, Principado y Ministerio de Defensa  En 2022 se alcanza un acuerdo para reconvertir el recinto. El principal beneficiario del acuerdo es el Ministerio de Defensa  Cuenta con la oposición de algunas asociaciones y partidos por lo que fue mínimamente modificado, pero aún así es insuficiente  ya que contempla la construcción de viviendas con colaboración público-privada (vivienda de mercado libre) y derruir edificios para pasar una autopista. Alfredo Canteli defendía el primer acuerdo que supondría la destrucción de más edificios y la construcción de un edificio torre de viviendas. El 28 de diciembre de 2023 el pleno del Ayuntamiento de Oviedo da luz verde al convenio con los votos a favor de PP, PSOE, IU y la abstención de Vox. Ningún partido votó en contra.

### Ronda Norte por El Naranco
Canteli expresa su deseo de construir una autopista por la parte norte de Oviedo que conecté la A-63 con la AS-II, para según él descongestionar el tráfico. Respalda un proyecto que consiste en tunelear el monte Naranco por una parte y hacer pasar la autopista por la falda del monte en la otra, al lado de viviendas y pasando por zonas verdes como la Pista Finlandesa. Este proyecto también cuenta con apoyo del presidente del Principado Adrián Barbón del PSOE y la crítica de vecinos, de Somos Oviedo, de Izquierda Unida y de asociaciones ecologistas, ya que la ronda aumentaría la contaminación acústica y por CO2, además de destrozar entornos verdes. En el pregón de San Mateo 2021 llegó a llamar "maleducados" a modo de insulto a los vecinos que protestaban por la Ronda Norte frente al Ayuntamiento de Oviedo. El Gobierno del Principado también se muestra a favor de ella.

### Glorieta de la Cruz Roja-La Faba
Una de sus mayores actuaciones como se menciona anteriormente fue la reforma de la plaza de la Cruz Roja, que dio lugar a la denominada plaza de La Faba. Dicha reforma consistió en transformar la entrada a Oviedo desde Gijón y Avilés y sustituir la anterior glorieta por una nueva en forma de Faba («alubia» en asturiano). Dicha glorieta no está exenta de polémica ya que ha empeorado notablemente el tráfico en Oviedo por todas las vías que llevan a esa glorieta, provocando más retenciones que antes de la reforma, incluso hay retenciones en periodos de menos tráfico como un sábado o domingo. El alcalde quitó importancia a las críticas y declaró que si hay atascos es bueno para Oviedo ya que viene gente.